# NGC 3010
NGC 3010 est une galaxie lenticulaire située dans la constellation de la Grande Ourse. NGC 3010 a été découverte par l'astronome britannique John Herschel en 1854.

## Caractéristiques
Selon la base de données Simbad, NGC 3010 est une galaxie à noyau actif.

### Distance
Sa vitesse par rapport au fond diffus cosmologique est de 4 942 ± 15 km/s, ce qui correspond à une distance de Hubble de 72,9 ± 5,1 Mpc (∼238 millions d'al).
À ce jour, une mesure non basée sur le décalage vers le rouge (redshift) donne une distance d'environ 97,600 Mpc (∼318 millions d'al). Cette valeur est l'extérieur des valeurs de la distance de Hubble. Notons que c'est avec la valeur moyenne des mesures indépendantes, lorsqu'elles existent, que la base de données NASA/IPAC calcule le diamètre d'une galaxie et qu'en conséquence le diamètre de NGC 3010 pourrait être d'environ 24,4 kpc (∼79 600 al) si on utilisait la distance de Hubble pour le calculer.

### Émission de radiation ultraviolette
NGC 3010 est une galaxie dont le noyau brille dans le domaine de l'ultraviolet. Elle est inscrite dans le catalogue de Markarian sous la cote Mrk 1237 (MK 1237).

## Identification incertaine et complexe
L'identification de la galaxie qui correspond à NGC 3010 est très incertaine. La galaxie NGC 3009 située non loin est identifiée par toutes les sources consultées à la galaxie PGC 28303, sauf le professeur Seligman qui soutient qu'il s'agit de la galaxie PGC 28330. Mais, les choix se compliquent pour la galaxie NGC 3010 qui a aussi été observée par John Herschel la même nuit. Comme il y a trois galaxies dans cette région, on assiste à un mélange assez complexe. Selon la base de données NASA/IPAC, PGC 28335 est NGC 3010, alors que PGC 28330 située juste sous PGC 28335 au sud est NGC 3010A. Toujours selon cette base de données, PGC 28340 plus au nord est NGC 3010C.
Simbad identifie la galaxie PGC 28330 à NGC 3010 et HyperLeda à PGC 28335. Les trois galaxies à l'est de l'image (PGC 28330, 28335 et 28340) sont toutes mentionnées sur le site de Wolfgang Steinicke et respectivement identifiées à NGC 3010B, 3010A et 3010C.
Puisque la galaxie NGC 28830 est la plus brillante des trois, il se pourrait que ce soit celle-ci qui a été observée par Herschel, mais selon le professeur Seligman, il s'agirait de NGC 3009 et non de NGC 3010. Les données de l'encadré à droite sont celles de PGC 28330.